# John Kufuor
John Kofi Agyekum Kufuor (født 8. december 1938)  var Ghanas præsident fra 7. januar 2001 til 7. januar 2008, efter han vandt præsidentvalget i 2000. Her vandt han over Jerry Rawlings, som selv havde vundet over Kufour ved præsidentvalget i 1996. Overgangen til Kufuors embedsperiode var det første fuldstændigt fredelige overgang siden Ghanas uafhængighed.
John Kufuor blev efter valget i december 2008 afløst på præsidentposten af John Atta Mills fra det socialdemokratiske parti NDC (National Democratic Congress).
- Wikimedia Commons har flere filer relateret til John Kufuor

1. ↑  Navnet er anført på svensk og stammer fra Wikidata hvor navnet endnu ikke findes på dansk.